# Аксель, Сюзанна
Сюзанна Аксель (швед. Suzanne Axell; род. 27 декабря 1955, Энскеде-Орста) — шведская журналистка и телеведущая. Работала на SVT Fråga doktorn и была журналисткой Expressen, Aftonbladet и Arbetet. Работала на местном радио в Уппланде и Стокгольме, и на станции Шведское радио.

## Биография
Родилась 27 декабря 1955 года в Стокгольме. В 1980 году начала карьеру в СМИ. Десять лет работала криминальным репортёром в Expressen и репортёром развлекательной программы в Arbetet. В 1990 году уволилась из Aftonbladet, для того чтобы начать работать на местных радиостанциях. Пять лет работала на Radio Uppland.
После работ в Radio Uppland и Sveriges Radio, в 1999 году работала ведущей на ежедневном телешоу на SVT «Go'kväll», на котором провела более 300 программ. С 2003 года ведёт шоу фактов о здоровье «Fråga doktorn». Аксель является соавтором книги «Fråga doktorn», опубликованной в 2005 году. Брала интервью у актрисы Королевского драматического театра Мари Горанзон.
Аксель была награждена Фондом Чернобыля за репортажи о Наташе Андерссон и её работе над детьми получившими радиационное повреждение проживая в районах Чернобыля.
В 2004, 2005 и 2006 годах трижды участвовала в викторине På spåret на SVT. Дважды проходила в полуфинал со своим партнёром по команде Педером Ламмом.

## Награды
- В 2006 году Аксель стала телеведущей года по версии журнала Se & Hör[швед.][10].
- В 2011 году номинирована на ежегодную премию Kristallen[швед.].
- В 2015 году получила звание «Маппи 2015 года» Амелии Адамо  журнала «M — Magasins».
- 2018 году стала почётным доктором медицины[швед.] в Каролинском институте[11].